# Alzuza
Alzuza (en euskera Altzuza) es una localidad navarra y un concejo de la Comunidad Foral de Navarra perteneciente al municipio del Valle de Egüés. Su población en 2024 fue de 269 habitantes.

## Geografía
Alzuza se sitúa sobre un alto situado entre los barrancos de Andazclai y Aezueta. Su término tiene una superficie de (2,56 km²), de los que 0,89 son de monte maderable. Su población se reparte en el reducido casco urbano del pueblo y en la urbanización Errikotxiki y la urbanización Alzuza-2. Además un punto de interés, sería el museo Oteiza, que está situado en Alzuza (Pueblo). La población ha crecido a partir de los años 70 gracias a la construcción de la primera urbanización en 1975 y el establecimiento en Alzuza de las religiosas benedictinas en su monasterio de S.ª Mª Magdalena